# Comando Stargate

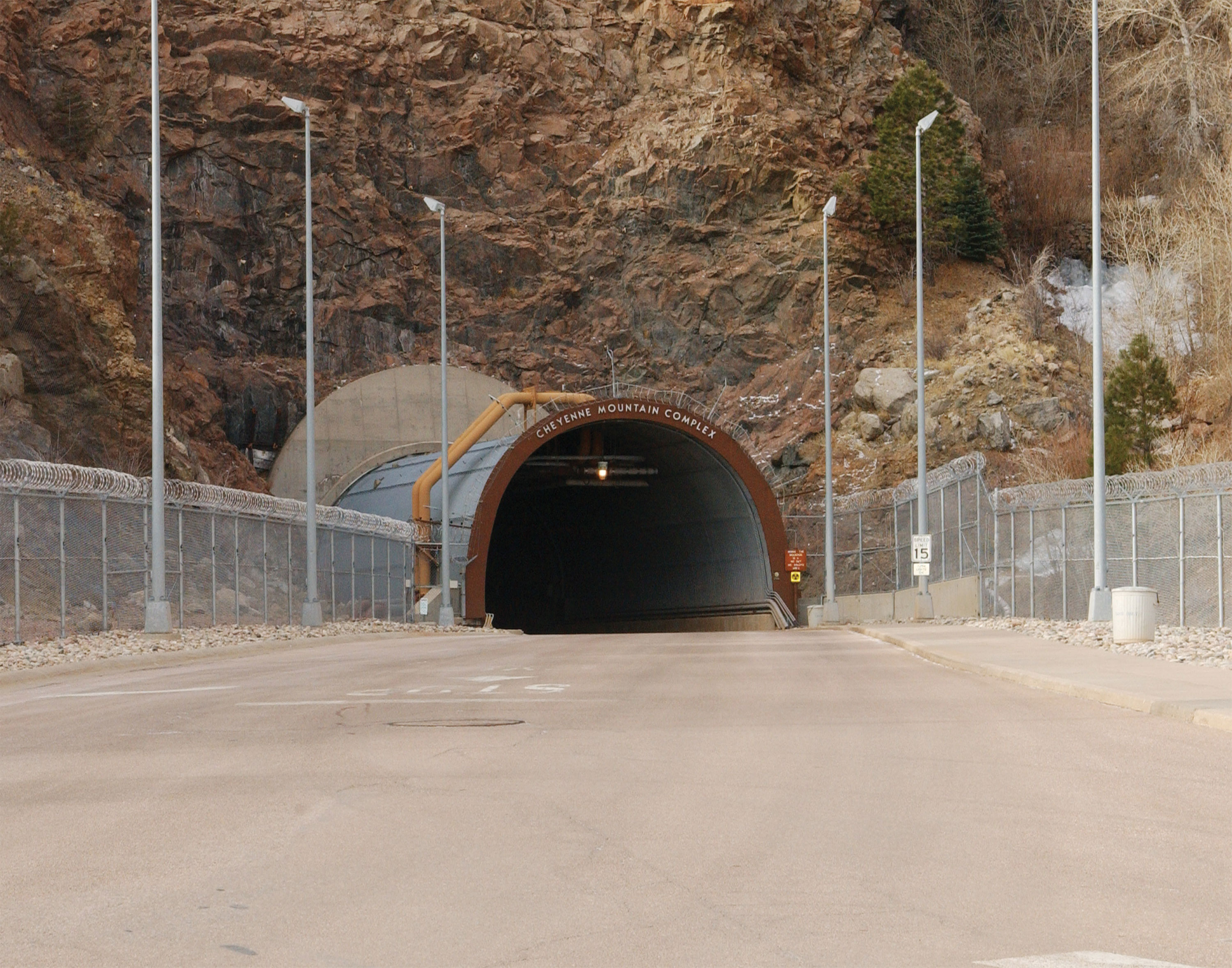
La entrada al complejo de la Montaña Cheyenne, en Colorado, sede del Comando Stargate de la Tierra en el universo "Stargate".

En la serie de ciencia ficción Stargate SG-1, el Comando Stargate (en inglés StarGate Command, de ahí sus siglas) es una instalación militar ultrasecreta ubicada en el complejo de la Montaña Cheyenne en el estado de Colorado, en Estados Unidos. Este alberga el Stargate, un artefacto alienígena capaz de crear un agujero de gusano que permite transportar de forma instantánea personas u objetos a cualquier otro punto del universo donde también exista un Stargate. La red de Stargates a lo largo de la Vía Láctea es muy amplia.

## Características
El SGC está ubicado a mil metros bajo tierra. Este hecho lo protege de toda clase de ataques, incluyendo explosiones nucleares, y también previene que cualquier enfermedad pueda ser contagiada al resto del mundo. Sin embargo, se sabe que en un universo alternativo, no fue capaz de resistir un ataque en gran escala.
El SGC también sirve como un lugar para la investigación de tecnología alienígena, pero los proyectos más grandes y largos tienen lugar en el Área 51. En más de una ocasión, el personal del SGC ha tenido que abandonar la base para recapturar tecnología alienígena que había salido al mundo exterior. El personal del SGC firma un contrato para mantener en secreto la existencia de la base y todas las operaciones que allí se realizan. La gran mayoría del personal duerme allí mismo. Se les permite dejar la base para poder desarrollar una vida normal siempre que la situación lo permita. Se han generado muchas historias de encubrimiento para mantener el desconocimiento del público general acerca de la existencia del SGC.

## Historia

### Montaña Creek
El Stargate, originalmente hallado en 1928 en Guiza, Egipto, fue guardado en varias localizaciones en Estados Unidos antes de ser instalado en el Complejo de la Montaña Creek. Allí fue estudiado por muchos años, pero nadie logró hacerlo funcionar correctamente hasta que el egiptólogo y arqueólogo Daniel Jackson fue introducido al Proyecto Guiza, precursor del SGC, a mediados de los años 1990. Jackson descubrió que los símbolos alrededor del perímetro del dispositivo Stargate eran en realidad representaciones de las constelaciones y no jeroglificos egipcios, como se creyó al principio, y que el aparato podría marcar a otro Stargate si se codificaban al menos 7 de sus chevrones en esos símbolos, como una combinación de cerradura. Esta marcación activa un agujero de gusano entre la puerta que marca y uno de los millones de Stargates que existen en el universo, permitiendo viajes instantáneos a otros mundos.

### Montaña Cheyenne
La serie comienza precisamente en esta instalación, cuando es atacada por el Goa'uld Apophis. Después de este incidente, el Comandante de la base, el general George Hammond reúne a los miembros de la primera misión a Abydos, quienes luego van a buscar a aquel planeta al Dr. Daniel Jackson para saber más sobre el nuevo enemigo.